# Pirates of the Caribbean: The Curse of the Black Pearl
Pirates of the Caribbean: The Curse of the Black Pearl (bra: Piratas do Caribe: A Maldição do Pérola Negra; prt: Piratas das Caraíbas: A Maldição do Pérola Negra) é um filme estadunidense de fantasia Swashbuckler de 2003 baseado no brinquedo Pirates of the Caribbean dos parques temáticos da Walt Disney Parks and Resorts. É dirigido por Gore Verbinski e produzido por Jerry Bruckheimer. A história segue o Capitão pirata Jack Sparrow e o ferreiro Will Turner enquanto eles tentam resgatar a raptada Elizabeth Swann da tripulação amaldiçoada do Pérola Negra, comandada pelo Capitão Hector Barbossa.
Jay Wolpert desenvolveu um roteiro baseado no brinquedo em 2001 e Stuart Beattie o reescreveu no início de 2002. Nessa época, o produtor Jerry Bruckheimer se envolveu no projeto; ele fez Ted Elliott e Terry Rossio trabalharem no roteiro, adicionando uma maldição sobrenatural ao enredo. As filmagens ocorreram de outubro de 2002 até março de 2003 em São Vicente e Granadinas e em cenários de estúdio construídos em Los Angeles, Califórnia.
A estreia mundial do filme ocorreu na Disneyland Resort, em Anaheim, no dia 28 de junho de 2003. The Curse of the Black Pearl foi um sucesso inesperado, com críticas positivas e arrecadando mais de US$ 654 milhões mundialmente. O filme se tornou o primeiro da série, seguido por Dead Man's Chest (2006), At World's End (2007), On Stranger Tides (2011) e Dead Men Tell No Tales (2017). O filme foi indicado a cinco Oscars, incluindo Melhor Ator para Johnny Depp.

## Enredo
No século XVII, o governador da ilha de Port Royal,  Weatherby Swann, e sua filha Elizabeth navegam no navio Dauntless, liderado pelo tenente Norrington, quando encontram um navio afundado e resgatam o único sobrevivente, um garoto chamado Will Turner, do qual Elizabeth leva um colar com uma moeda de ouro. Oito anos depois, Elizabeth atende a cerimônia em que Norrington é promovido a comodoro. Norrington pede Elizabeth em casamento, mas ela está sem ar por causa do espartilho, desmaia e cai no mar, onde o colar audivelmente emite um pulso sobrenatural antes dela ser resgatada por Jack Sparrow. Quando Jack é reconhecido como pirata, ele tenta fugir, só sendo detido quando chega na casa de ferreiro onde Will trabalha, e ambos tem um duelo de espadas antes de Will prendê-lo ao maquinário e as autoridades levarem Jack. À noite, o navio Pérola Negra chega em Port Royal em busca da moeda, e os piratas levam Elizabeth. Will decide tirar Jack da cadeia para que ele ajude a resgatá-la, com Jack revelando que ele era capitão do Pérola Negra dez anos antes, antes de um motim liderado por seu imediato, Barbossa. No navio, Barbossa revela a Elizabeth a condição inusitada dos piratas: a tripulação saqueou um baú de moedas de ouro asteca, e acabaram golpeados por uma terrível maldição que os transformou em mortos-vivos, que sob a luz da lua se revelam como esqueletos. A única solução é devolver todas as moedas junto de uma oferenda de sangue, e Barbossa quer usar o de Elizabeth.

## Elenco
- Johnny Depp como Capitão Jack Sparrow, um excêntrico pirata. Ele ganhou reputação por suas histórias inventadas sobre como ele escapou de uma ilha deserta onde foi abandonado. Ele está determinado a reconquistar o Pérola Negra, navio o qual ele foi capitão 10 anos antes. O papel originalmente foi escrito para Hugh Jackman, daí o nome "'Jack' Sparrow"; entretanto, ele não era tão conhecido fora de sua terra natal Austrália, então a Disney escalou Depp como Sparrow.[7] Depp achou o roteiro peculiar: ao invés de procurar um tesouro, a tripulação do Pérola Negra estava tentando devolver um para quebrar uma maldição; também, o tradicional motim já havia ocorrido.[8] Inicialmente, Sparrow era, de acordo com o produtor Jerry Bruckheimer, "um jovem Burt Lancaster, apenas um pirata convencido". Na primeira leitura do roteiro, Depp surpreendeu o resto do elenco e da equipe interpretando o personagem de uma maneira afetada.[9] Depois de pesquisar sobre piratas do século XVIII, Depp os comparou a estrelas do rock moderno, decidindo basear sua performance em Keith Richards.[10] Apesar de Verbinski e Bruckheimer terem confiança em Depp, parcialmente porque seria Bloom que iria interpretar o tradicional "tipo Errol Flynn",[8] os executivos da Disney ficaram confusos, perguntando a Depp se o personagem era bêbado ou gay, com Michael Eisner dizendo que ele estava "arruinando o filme".[9] Depp respondeu dizendo, "Vejam, estas são as escolhas que  eu fiz. Vocês conhecem meu trabalho. Então ou confiam em mim, ou me dão um chute".[10]
- Geoffrey Rush como Capitão Hector Barbossa, o capitão do Pérola Negra. Ele era o primeiro-oficial de Jack Sparrow antes de liderar um motim contra ele 10 anos antes. Ele e sua tripulação roubaram o amaldiçoado Ouro Asteca, sendo forçados a andar pela Terra para a eternidade. Verbinski ofereceu a Rush o papel de Barbossa porque ele sabia que o ator não iria tentar interpretar o personagem com tentativas de complexidade, porém como um simples vilão que o tom da história requeria.[8]
- Orlando Bloom como Will Turner, um aprendiz de ferreiro trabalhando em Port Royal. Ele está apaixonado por Elizabeth. Bloom leu o roteiro depois que Geoffrey Rush, que estava trabalhando com ele em Ned Kelly, sugeriu a ele.[11]
- Keira Knightley como Elizabeth Swann, a filha do Governador Weatherby Swann, que é fascinada por piratas desde sua infância. Durante o ataque do Pérola Negra a Port Royal, ela é confundida como a filha de "Bootstrap" Turner. Ela também é apaixonada por Will Turner. Knightley foi uma surpresa para Verbinski; ele não havia assistido a sua performance no filme Bend It Like Beckham e ficou impressionado com seu teste.[8]
- Jack Davenport como Comodoro James Norrington, um oficial da Marinha Real Britânica que está apaixonado por Elizabeth e nutre um ódio por piratas.
- Jonathan Pryce como Governador Weatherby Swann, o Governador da Jamaica, com sede em Port Royal, e o pai de Elizabeth. Tom Wilkinson estava negociando para interpretar o papel,[12] porém ele foi para Pryce, que Depp idolatrava.[8]
- Kevin McNally como Joshamee Gibbs, o primeiro-oficial e amigo de Jack Sparrow. Ele já foi um marinheiro da Marinha Real Britânica. Gibbs é geralmente quem conta as lendas sobre Jack.
- Damian O' Hare como Tenente Gilette, parceiro do comodoro Norrington. Fornece ajuda ao comodoro sempre que necessário.
- Lee Arenberg como Pintel, um pirata que serve no Pérola Negra. Ele e Ragetti são o grande alívio cômico da história.
- Mackenzie Crook como Ragetti, um pirata que serve a bordo do Pérola Negra, e amigo de Pintel. Ele possui um olho de madeira que nunca fica no lugar.
- Zoë Saldaña como Anamaria, uma mulher pirata que se junta a tripulação se Jack para confrontá-lo sobre seu navio roubado. Jack promete o Interceptor para acalmá-la.
- David Bailie como Cotton, um marinheiro que teve sua língua cortada. Agora mudo, ele treinou uma arara-canindé para falar por ele. Ele vivia em Tortuga até Jack, Will e Gibbs contratarem ele para resgatar Elizabeth.
- Martin Klebba como Marty, um pirata anão que se junta à tripulação de Jack.

## Produção

### Desenvolvimento
No início da década de 1990, os roteiristas Ted Elliott e Terry Rossio iniciaram em um giro sobrenatural no gênero pirata. A Disney fez com que Jay Wolpert escrevesse um roteiro baseado no brinquedo em 2001, que era baseado em uma história criada pelos executivos Brigham Taylor, Michael Haynes e Josh Harmon. A história tinha Will Turner como um guarda de prisão que liberta Jack Sparrow para resgatar Elizabeth, que está como refém por dinheiro pelo Capitão Coração Negro. O estúdio não sabia se iria lançar o filme nos cinema ou direto para DVD. A Disney estava interessada em Matthew McConaughey como Sparrow porque ele se parecia com Burt Lancaster, que havia inspirado a interpretação do roteiro do personagem. Stuart Beattie foi trazido para reescrever o roteiro em 2002 devido a seu conhecimento sobre pirataria.
Quando Dick Cook conseguiu convencer o produtor Jerry Bruckheimer a entrar no projeto, ele rejeitou o roteiro porque era "um filme de pirata direto". Em março de 2002, ele trouxe Elliott e Rossio, que sugeriram uma maldição sobrenatural–como é descrito na narração de abertura do brinquedo–para ser o enredo do filme. Em maio de 2002, Gore Verbinski assinou contrato para dirigir Pirates of the Caribbean. Ele ficou atraído pela ideia de usar tecnologia moderna para ressuscitar um gênero que havia desaparecido após a Era de Ouro de Hollywood, e por lembrar de sua memórias de infância do brinquedo, achando que o filme era uma oportunidade para pagar um tributo ao tom "assustador e divertido" da atração.
Apesar de Cook ter apoiado adaptações dos brinquedos da Disney em filmes, o fracasso de bilheteria de The Country Bears (2002) fez Michael Eisner tentar cancelar a produção de Pirates of the Caribbean: The Curse of the Black Pearl. Entretanto, Verbinski disse a seus artistas de conceitos a continuar trabalhando no filme, e quando Eisner veio fazer uma visita, ele ficou abismado com o que eles haviam criado. Como ele lembra no livro DisneyWar, Eisner ponderou "Por quê tem de custar tanto?", Bruckheimer respondeu dizendo que "Seus competidores estão gastando US$ 150 milhões", se referindo as franquias The Lord of the Rings e Matrix. Eisner concordou, porém com o estigma preso as adaptações de atrações de parques, ele pediu a Verbinski e Bruckheimer que removessem algumas das referências mais diretas a atração, como uma cena onde Jack e Will entram em uma caverna através de uma cachoeira.

### Desenho de produção e filmagens
Verbinski não queria um clima inteiramente romantizado para o filme: ele queria uma sensação de fantasia histórica. A maioria dos atores usou próteses e lentes de contatos. Depp tinha lentes que também serviam como óculos de sol, enquanto Rush e Lee Arenberg usaram lentes desbotadas para dar aos personagens aparências mais sinistras. Mackenzie Crook usou duas lentes para representar o olho de madeira do personagem: uma versão simples, e uma versão mais elaborada para quando o olho se projeta. Além disso, seus dentes podres e peles com escorbuto foram pintadas, apesar de Depp ter tido um dente de ouro adicionado, que ele esqueceu de retirar depois das filmagens. Depp também usou uma pistola genuína feita em 1760, em Londres, que a equipe comprou de um vendedor em Connecticut. A equipe passou cinco meses criando a caverna onde Barbossa e a tripulação do Pérola Negra tentar reveertar sua maldição, enchendo-a com 1,5 m de água, 882 moedas astecas e pinturas de ouro em algumas pedras de isopor para fazer o tesouro mais impressionante. A equipe também construíu a fortaleza de Port Royal em Rancho Palos Verdes, Califórnia, e a mansão do Governador Swann em Manhattan Beach.
Os cineastas escolheram a Ilha de São Vicente como locação principal, já que continha a praia mais quieta que eles encontraram. Eles construíram três cais e uma área externas para Port Royal e Tortuga. A parte mais importante do filme eram seus três navios: o Pérola Negra, o Interceptor e o Dauntless. Por motivos de orçamento, os navios foram construídos em docas, com apenas seis dias gastos em mar aberto para a batalha entre o Pérola Negra e o Interceptor. O Dauntless e o Pérola Negra foram construídos em barcas, com imagens geradas por computador completando as estruturas. O Pérola Negra foi construído no hangar do Hughes H-4 Hercules, para se ter controle da neblina e da iluminação. O Interceptor foi uma modificação do Lady Washington, uma réplica em tamanho real de um navio do século XVIII, totalmente pintado antes de começar uma viagem de 40 dias começando em 2 de dezembro de 2002, até 12 de janeiro de 2003. Uma miniatura também foi construída para a sequência da tempestade.
As filmagens começaram em 9 de outubro de 2002, terminando em março de 2003. As rápidas filmagens só foram marcadas por dois incidentes: enquanto Jack Sparrow rouba o Interceptor, três das cordas presas ao Dauntless não se romperam inicialmente,  e quando elas romperam, atingiram o joelho de Depp, apesar dele não ter se machucado. Um incidente mais bem humorado ocorreu quando o barco que Sparrow deveria chegar em Port Royal afundou. Em outubro, a equipe estava filmando cenas em Rancho Palos Verdes, em janeiro eles filmaram em São Vicente e Granadinas e em janeiro na caverna no estúdio de Los Angeles. O roteiro mudou com frequência com Elliott e Rossio no cenário, com adições como Gibbs dizendo a Will como Sparrow fugiu da ilha deseerta—amarrando duas tartarugas marinhas com cabelo de suas costas—e o Governador Swann foi adicionado a batalha final para dar mais empatia com o público.
Devido a rápida agenda de filmagens, a Industrial Light & Magic começou a trabalhar nos efeitos visuais imediatamente. Apesar das formas esqueléticas que os piratas assumem na Lua Cheia duram relativamente pouco tempo em tela, a equipe sabia que suas formas geradas por computador deveriam convencer em termos de replicar as interpretações e características dos atores, do contrário a transição não iria funcionar. Cada cena com os esqueletos eram filmadas duas vezes: uma de referência com os atores, e uma sem eles para adicionar os esqueletos, algo complicado de se fazer já que Verbinski decidiu filmar as batalhas com câmeras de mão. Os atores também deveriam interpretar suas cenas novamente em cenários de captura de movimento. Com as filmagens terminando quatro meses antes da estreia, Verbinski passou 18 horas por dia na edição, enquanto ao mesmo tempo 600 horas foram gastas nas cenas de efeitos, 250 apenas para remover embarcações modernas das tomadas.

### Música
O compositor Alan Silvestri foi originalmente contratado para compôr a trilha sonora de The Curse of the Black Pearl. Entretanto, devido a diferenças criativas entre ele e o produtor Jerry Bruckheimer, Silvestri deixou o projeto. Verbinski pediu a Hans Zimmer, que havia trabalhado com ele em The Ring, para assumir o trabalho. Zimmer teve de recusar por estar muito ocupado trabalhando em The Last Samurai, um projeto que ele havia prometido não assumir outros trabalhos. Como resultado, Zimmer sugeriu a Verbinski o compositor Klaus Badelt.
Zimmer acabou colaborando com Badelt para escrever a maioria dos temas pricipais do filme, muitos dos quais aparecem em uma fita demo sintetizada creditada a ele. Esse demo apresenta três dos temas do filme, concluindo com uma versão inicial de "He's a Pirate" que contém  desvios do tema final, incluindo o desenvolvimento de uma melodia que Zimmer iria usar em Drop Zone. Já que o cronograma era bem curto e a música precisava ficar pronta em três semanas, sete outros compositores—Ramin Djawadi, James Dooley, Nick Glennie-Smith, Steve Jablonsky, Blake Neely, James McKee Smith e Geoff Zanelli(que veio a ser o compositor principal do último filme atualmente lançado da série)—também foram chamados para ajudar a orquestrar a música e compôr partes extras. A trilha foi gravada pela Hollywood Studio Symphony, em um período de quatro dias. O curto período de tempo necessitou do uso de  diferentes estúdios de gravação para cada seção. Um coral masculino, a Metro Voices, foi gravado em Londres e adicionado as canções terminadas.

## Recepção

### Bilheteria
O filme foi um sucesso comercial. Porém, antes de seu lançamento, muitos jornalistas esperavam que Pirates of the Caribbean fosse um fracasso. O gênero pirata não era um sucesso havia anos, com Cutthroat Island (1995) sendo um fracasso notável. O filme também era baseado em um brinquedo de parque, e Johnny Depp, conhecido por estrelar filmes cult, não possuia nenhum filme de enorme sucesso. A Walt Disney Pictures também assumiu um grande risco permitindo que este fosse o primeiro filme censura 12 anos lançado pelo estúdio, com uma executiva achando que o filme era muito intenso para uma criança de cinco anos. Mesmo assim, a Disney estava suficientemente confiante para adicionar o subtítulo "The Curse of the Black Pearl", caso sequências fossem feitas, e para atrair crianças mais velhas. Verbinski não gostou do novo título, porque era o Ouro Asteca, e não o navio, que estava amaldiçoado, então ele pediu que o subtítulo fosse de difícil leitura no pôster. A confiança se provou acertada: Pirates of the Caribbean: The Curse of the Black Pearl estreou em primeiro nas bilheterias, arrecadando US$ 46.630.690 em seu primeiro fim de semana, e US$ 70.625.971 desde seu lançamento, na quarta-feira. Eventualmente arrecadou US$ 305.413.918 nos Estados Unidos e US$ 348.850.097 internacionalmente, para um total absoluto de US$ 654.264.015. Foi o quarto filme de maior bilheteria do ano de 2003, atrás de O Senhor dos Anéis: O Retorno do Rei (1,140 bilhão), Procurando Nemo (871 milhões) e Matrix Reloaded (739 milhões).

### Crítica
Pirates of the Caribbean: The Curse of the Black Pearl foi bem recebido pela crítica. No site Rotten Tomatoes o filme possui uma aprovação de 78%, baseado em 197 resenhas, com uma nota média de 7,1/10. O consenso é "Pode te deixar tão cansado quanto o brinquedo que o inspirou; todavia, você vai se divertir quando acabar". No agregador Metacritic, o filme tem um indíce de 63/100, baseado em 40 resenhas, indicando "críticas geralmente positivas".

### Prêmios
Por sua interpretação do Capitão Jack Sparrow, Johnny Depp venceu um Screen Actors Guild Award de Melhor Ator, um MTV Movie Award e um Empire Award, ele também foi indicado a um Golden Globe, um BAFTA Award e um Oscar de Melhor Ator, com o filme sendo também indicado nas categorias de Melhor Maquiagem (Ve Neill e Martin Smauel), Melhor Edição de Som (Christopher Boyes e George Watters II), Melhor Mixagem de Som (Christopher Boyes, David Parker, David Campbell e Lee Orloff) e Melhores Efeitos Visuais (John Knoll, Hal Hickel, Charles Gibson e Terry Frazee). The Curse of the Black Pearl venceu o BAFTA Award de Melhor Maquiagem, o Saturn Award de Melhor Figurino (Penny Rose) e o People's Choice Awards de Filme Favorito.